# 玩命貼圖
《玩命貼圖》（英語：Karma），是一部於2019年上映的懸疑驚悚電影。由陳曉東、任容萱、周孝安、于樂誠領銜主演，2019年1月11日於台灣上映。

## 演員列表

### 主要演員
| 演員姓名 | 角色名稱 | 介紹                                                                             |
| 陳曉東   | 沙利葉   | 為一名死神，主宰所有的生死                                                       |
| 任容萱   | 沈靈     | 學校新來的老師                                                                   |
| 周孝安   | 李聖良   | 學校的一名老師，與一切秘密有著不為人知的關聯                                     |
| 于樂誠   | 邢子風   | 高三，華英中學華青社成員。個性衝動，一直存有超越隊長花劍青的強烈企圖。很會打架。 |

### 其他演員
| 演員姓名 | 角色名稱 | 介紹                                                         |
| 丁乙樂   | 白君兒   | 華英中學華青社成員。電腦高手高手高高手，尤其擅長軟體設計。   |
| 馬力歐   | 孫為公   | 華英中學訓導主任，醉心功利，一心想登上校長寶座！             |
| 成語蕎   | 楊若辰   | 華英中學華青社成員。父親是校董，熱愛音樂，琴藝高超。         |
| 曾子余   | 邱詡     | 華英中學華青社成員。秉性純良，富同情心，喜愛小動物。         |
| 徐謀俊   | 江伯恩   | 華英中學華青社成員。喜歡喝手搖杯飲料，個性軟弱的書呆子。     |
| 卞慶華   | 張霆威   | 華英中學華青社成員。運動健將，華英柔道隊隊長！               |
| 李得全   | 李得全   | 刑警。忠於職守、奮勇緝私，剛正不阿！                         |
| 曹天愷   | 花劍青   | 華英中學華青社社長。文武全才的背後，卻隱藏著不為人知的一面！ |
| 藍婭     | 葉天嵐   | 華英中學華青社成員。父親是立委，心儀花劍青，對劍青言聽計從！ |

## 電影歌曲
| 曲序 | 曲目               | 演唱   |
| ---- | ------------------ | ------ |
| 1.   | 寂寞女皇（推廣曲） | 符瓊音 |
| 2.   | 閻王令（主題曲）   | 于樂誠 |

## 外部連結
- 玩命貼圖的Facebook專頁
- 互联网电影数据库（IMDb）上《玩命貼圖》的资料（英文）